# Jamyang Legpa Lodrö
Jamyang Legpa Lodrö  (1450-1530) was een Tibetaans geestelijke.
Hij was de twaalfde Ganden tripa van 1511 tot 1516 en daarmee de hoofdabt van het klooster Ganden en hoogste geestelijke van de gelugtraditie in het Tibetaans boeddhisme.
Legpa Lodrö werd geboren in de regio Ay in het zuiden van Tibet. Op jonge leeftijd werd hij toegelaten tot het Ladring Chode, waar Lama Sonam Gyatso Lodro hem de novieteneed afnam. In Sangpu kreeg Legpa Lodrö later onderwijs van een aantal eminente leraren waaronder Lobpon Sherab Tashi. In het klooster van Tashilhunpo ontmoette hij Gendun Drub, die later postuum de eerste Dalai lama zou worden. Ook van hem genoot hij onderricht. 
Legpa Lodrö doceerde meer dan 20 jaar aan het Nyima Tangklooster. Op de leeftijd van 57 jaar werd hij abt van het Jangtse-college van het Gandenklooster, waar hij doorging met onderricht geven. Op de leeftijd van 62 jaar werd hij benoemd tot de 12e Ganden tripa, welke functie hij van  1511 tot 1516 uitoefende. Hij gaf daarbij les in soetra en tantra, en leidde belangrijke religieuze festivals en activiteiten. Hij liet een met bladgoud bedekt beeld van Boeddha maken. 
Trichen Legpa Lodrö trad in 1516 op de leeftijd van 67 jaar af, en bracht de meeste volgende jaren door met persoonlijke dharma activiteiten en onderricht geven. Hij trok veel volgelingen aan, de bekendste was Gungru Zhonnu Jangchub. Hij overleed in 1530 op de leeftijd van 81 jaar.